# Новий Гуллівер
«Новий Гуллівер» — радянська гостросатирична кінокомедія 1935 року режисера Олександра Птушка — перший у світовій кінематографії повнометражний фільм, створений засобами об'ємної мультиплікації. Використовуючи загальну канву першої частини роману Джонатана Свіфта «Мандри Гуллівера», Ліліпутію показано войовничою капіталістичною державою.

## Сюжет
Як найкращий юний осводовець «Артека», піонер Петя Константинов отримує в нагороду улюблену книгу — «Подорожі Гуллівера» Джонатана Свіфта. Разом з іншими піонерами, своїми руками відремонтувавши яхту «Артек», він вирушає на морську прогулянку до островів Адаларів. Там хлопці просять вожатого прочитати їм вголос Петіну книгу. Під час читання Петя непомітно для себе засинає і потрапляє в описуваний у книзі світ.
Під час подорожі на кораблі його атакують пірати і судно тоне. Разом з трьома полоненими хлопчик бореться з піратами, але піратський корабель розбивається об скелі. Підліток приходить до тями на березі моря, зв'язаний і оточений ліліпутами. Його напувають сонним зіллям. У парламенті Ліліпутії проходять жаркі дебати, що робити з новим Гуллівером. Міністри від імені короля приймають рішення використовувати його у військових цілях. Хлопчика перевозять на спеціальній платформі за допомогою декількох десятків тракторів у місто. Прокинувшись, Петя-Гуллівер дізнається про рішення, прийняте парламентом, але не погоджується з ним. Біля його ніг відбувається демонстрація військової сили Ліліпутії.
На мітингу, що проходить десь у підвалах, з Петіного зошита робітники дізнаються, що він за «могутній союз робітників всієї Землі». Вони сподіваються, що Гуллівер допоможе їм у підготовці операції з повалення аристократії.
Гуллівера годують з конвеєра, подаючи йому їжу краном. Присутні придворні, виступає кордебалет. Коли головному герою починають співати, як чудово живе народ у Ліліпутії під керівництвом мудрого короля, він перериває співачку і заспівує піонерську пісню. Йому підспівують робітники у підвалах. Придворні в жаху розбігаються.
Начальник таємної поліції вирішує вбити Гуллівера і дає вказівку виготовити партію зброї. Робітники попереджають велетня, і поліція дізнається про це, але у цей час вже починається страйк. Робітники захоплюють арсенал. Поліція намагається отруїти Гуллівера вином з отрутою. Випиваючи, він випльовує його, прикинувшись, що помер.
Починаються військові дії. Повстанців відкидають до моря збройні сили Ліліпутії, але в справу вступає Гуллівер. Він захоплює королівські кораблі, а робітники розвивають успіх на суші, підриваючи фугаси і танки. Гвардія і придворні розбігаються.
Повстанці захоплюють королівський палац. Король ховається на шпилі, але коли робітники проникають і туди, падаючи, чіпляється за стрілку баштового годинника. Петя-Гуллівер сурмить у горн, знімає зі дзвіниці міської вежі дзвін і дзвонить, як у шкільний дзвоник, потім голосно проголошує: «Мітинг вільної Ліліпутії оголошую відкритим!».
Петя прокидається під сміх своїх товаришів — адже останні слова він вимовив уголос…

## У ролях
- Володимир Константинов — Петя Константинов, Гуллівер
- Іван Юдін — вожатий
- Михайло Дагмаров — начальник табору
- Іван Бобров — боцман
- Федір Брест — капітан
- Олег Олегов — полонений на кораблі
- Борис Євгеньєв — озвучування ляльок
- Михайло Дагмаров — озвучування ляльок
- Юрій Хмельницький — озвучування ляльок
- Т. Чадук — озвучування ляльок
- Ака Неусихін — озвучування ляльок
- Б. Смисловський — озвучування ляльок
- Муратова (співачка) — озвучування ляльок

## Творці
- Автори сценарію:

- Олександр Птушко
- Григорій Рошаль
- Сигізмунд Кржижановський

- Діалоги — Самуїл Болотін
- Постановка — Олександр Птушко
- Головний оператор — Микола Ренков
- Оператор — Іван Шкаренков
- Художники ляльок:

- Сарра Мокіль
- Валентин Кадочников

- Художник декорацій — Юрій Швець
- Композитор — Лев Шварц
- Звукооператор — А. Коробов
- Асистент режисера — А. Ванічкін
- Робота з ляльками — Федір Красний
- Живопис — Андрій Нікулін
- Скульптура — Ольга Тайожна
- Бутафорія — Олександр Жаренов
- Звукооформлення — Яків Харон
- Мультиплікатор — Г. Ялов
- Начальник групи — А. Мінін